# Systém kostí

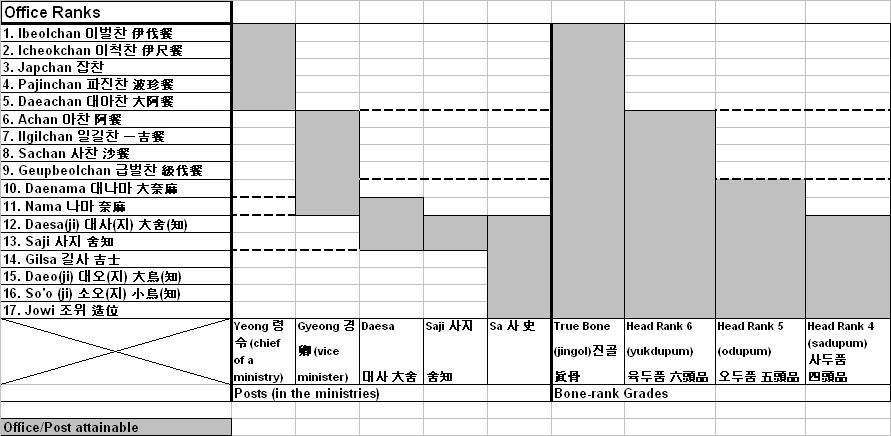
Povolené úřednické posty dle příslušnosti v rámci Systému kostí

Systém kostí (korejsky 골품제도) byl systém nástupnictví trůnu a rozvrstvení společnosti používaný ve starověkém korejském království Silla. Sloužil k sociální segregaci zejména vrstev společenské elity na základě jejich rodinné příslušnosti k trůnu a určoval práva, privilegia a úroveň jejich autority.

## Popis systému
Příslušnost k hodnosti byla striktně dědičná a povětšinou na dítě přecházela ze strany matky. Systém byl tudíž velmi rigidní a ve své podstatě se silně podobal systému kastovnímu. Ačkoli pouze dvě z pozic byly označovány jako „kost“ (골, 骨), termín „systém kostí“ se stal široce používaným k popisu celé společenské struktury této doby. 
Hodnost osoby neovlivňovala jen její oficiální postavení, ale také barvu oděvu, maximální rozměry obydlí, výši daní i počet koní, který mohla vlastnit. Struktura vládních funkcí byla rozdělena do 17 stupňů a dle příslušnosti v rámci systému kostí byly určeny úřednické posty, které mohl člověk zastávat. Manželství mohla být uzavřena jen uvnitř dané kasty, muži ovšem mohli mít konkubíny z „podřadných“ vstev. Tato kritéria jsou podrobně popsána v korejské kronice Dějiny tří království (Samguk Sagi), konkrétně v monografii (志, či), v knize 2 (hodnosti a úřady). Zobrazení života v Sille dle Samguk Sagi je často kritizováno jako příliš statické, dochované zdroje z této doby jsou ovšem vzácné a je tedy obtížné posoudit, k jakým změnám systému během staletí mohlo dojít.

## Historie
Systém kostí původně vznikl jako forma sociální kontroly v době expanze a růstu království Silla. Tato společenská struktura poskytla vládnoucí monarchii potřebný způsob, jak absorbovat královské rody a elity dobytých území, aniž by získaly příliš autority, ale zároveň se necítily zneuctění či ponížení. V roce 520 byl systém oficiálně kodifikován králem Pophungem. O více než století později roku 632 na trůn usedla královna Sondok, jelikož v té době nebyl ve Svaté kosti žádný vhodný nástupce mužského pohlaví. Ze stejného důvodu vládla od roku 647 i její sestřenice královna Čindok. Ke změně v nástupnictví došlo za vlády krále Mujola, který se řízení státu chopil v roce 654 a změnil zákon o výhradním nároku Svaté kosti na trůn, načež panovníci pocházeli z Pravé kosti.
Rigidita systému ovšem netížila jen příslušníky Pravé kosti, ale i členy převážně vyšších kast systému Tupchum. Členové 6. stupně byli mnohdy dokonce bohatší, než někteří členové aristokracie, nepropustnost mezi vrstvami jim ovšem bránila v jakémkoliv společenském vzestupu, což vedlo v této společenské vrstvě k značné nespokojenosti. V průběhu 8. a 9. století došlo k mnohým sporům mezi elitou a monarchou, častému střídání panovníka a finanční krizi, což výrazně oslabilo monarchii, a destabilizovalo společnost. V tomto období také začalo docházet k rebeliím, z nichž některé byly vedeny právě úředníky z 6. stupně systému Tupchum. Po nastolení nového království Korjo na Korejském poloostrově Systém kostí postupně vymizel. 

## Hodnosti

### Svatá kost
Nejvyšší hodností systému byla Svatá kost neboli Songgol (성골, 聖骨), někdy také nazývaná „posvátná kost“. K této vrstvě patřil zlomek vládnoucí královské rodiny, převážně jedinci, jejichž oba rodiče byli členy Svaté kosti. Kvůli podstatě systému často docházelo k incestním sňatkům za účelem uchování moci v rukou co nejmenší skupiny lidí. Až do poloviny sedmého století mohl panovník pocházet pouze ze Svaté kosti, což také umožnilo usednutí na trůn dvěma královnám – královně Sondok a Čindok, když král Činpchjong neměl žádného syna, který by se mohl vlády chopit. Z této kasty pocházelo celkem 28 sillských panovníků, než bylo povoleno korunovat krále i z členů Pravé kosti, načež tyto dvě kasty v podstatě splynuly.  

### Pravá kost
Pod Svatou kostí následovala Pravá kost neboli Čingol (진골, 眞骨), do níž patřil zbytek vládnoucího rodu a královské rody dobytých států, z jejichž řad byly i často vybírány královny, zejména z rodu Kim z kmenového svazu Kaja. Příslušníci této kasty mohli zastávat jakoukoliv úřednickou pozici, byli členy tzv. Rady starších (화백, hwabek) a nosili fialovou barvu. V roce 654 nastoupil na trůn král Mujol, který sám pocházel z Pravé kosti a nechal Svatou kost de facto zrušit. Všichni následující vládci Silly pocházeli z Pravé kosti. 

### Systém Tupchum
Pod hodností Svaté a Pravé kosti následoval tzv. systém Tupchum (두품, 頭品), který se dále dělil na šest stupňů, z nichž jsou doloženy informace pouze o 6., 5. a 4., přičemž 6. je nejvyšší. Předpokládá se, že tři nižší stupně byly přiděleny prostému obyvatelstvu a nebylo tudíž pro vládní účely zapotřebí je popisovat. Příslušnici 6.–4. stupně byli zřejmě potomci členů Svaté či Pravé kosti a konkubín z nižších společenských vrstev, byli tedy částečně vznešené krve. V každém případě se členové nejvyšší šesté pozice mohli ucházet o veškeré úřednické funkce s výjimkou funkcí ministerských, členové pátého stupně o funkce vyšších úředníků a členové čtvrtého stupně mohli zastávat vedlejší posty a nižší úřednické pozice.